# Обучена да убије (филм из 1946)
Обучена да убије (енгл. Dressed to Kill) је амерички детективски филм из 1946. године, и последњи филм у серијалу од четрнаест филмова о Шерлоку Холмсу у коме главне улоге играју Бејзил Ратбон и Најџел Брус. Радња филма прати Шерлока Холмса и доктора Вотсона, који истражују необичну крађу наизглед једноставне музичке кутије. Кутија је била једна од три доступне за продају и док Холмс и Вотсон улазе у траг осталим купцима, постаје очигледно да неко неће презати ни од чега, укључујући и убиство, док не добије све три кутије. Кад Холмс сазна идентитет произвођача музичких кутија, уверен је да кутије садрже упутства за проналажење нечег врло вредног што влада крије од јавности.
Ово је један од четири филма у серијалу који се налазе у јавном власништву.

## Радња
Џон Дејвидсон, осуђени лопов у затвору Дартмур, уграђује код у мелодијским нотама три музичке кутије, који открива место скривања изузетно вредних украдених плоча за штампу валута Банке Енглеске. Он израђује кутије за продају на аукцији, а свака од њих свира суптилно другачију верзију филма песме „Свагмен”. На аукцији их купује други купац.
Пријатељ доктора Вотсона, Џулијан Емери, колекционар музичких кутија, посећује њега и Шерлока Холмса и говори им о провали у његову кућу претходне ноћи и крађи обичне јефтине кутије (сличне оној коју је купио на аукцији), док провалник није украо друге много вредније. Емери им након тога показује своју колекцију. Након њиховог одласка, Емери дочекује своју познаницу, Хилду Кортни, која безуспешно покушава да купи ту кутију; када он одбије да је прода, Кортнин пријатељ, који се до тада скривао, убија Емерија.
Због овог убиства Холмс постаје још знатижељнији и сазнаје ко је још купио кутије на аукцији. Холмс и Вотсон стижу у кућу особе која је купила другу кутију, баш кад необична кућна помоћница креће „у куповину”; касније схвате да то није била кућна помоћница, и да је она затворила дете у ормар како би детету украла кутију.
Холмс успева да купи трећу кутију и након прегледа открије да бројеви њених различитих музичких нота корелирају са словима абецеде. Скотланд Јард му открива да музичке кутије садрже информације о украденим банкарским плочама за штампу новца, али све три су заједно потребне за дешифровање поруке.
Холмс и Вотсон откривају да је неко претресао њихов стан, а цигарета са препознатљивом врстом дувана је једини траг. Холмс проналази жену која је купила дуван, Кортнијеву.
Док се суочава са њом, Холмс упада у заседу од стране њених саучесника, а са лисицама на рукама, одведен је у складиште, обешен је лисицама на плафон и остављен отровним гасовима који пуне собу. Док Холмс за длаку избегава смрт, Кортнијева украде кутију Вотсону.
Холмс успева да се врати и током разговора, Вотсон необавезно спомиње цитат др Самјуела Џонсона. Размишљајући о овом цитату, Холмс прави везу где украдене плоче могу бити сакривене.
Након што су украли све кутије и дешифровали њихове поруке, Кортнијева и њена банда придружили су се групи за обилазак куће др Самјуела Џонсона, сада музеја, где су се одвојили од групе и пронашли плоче скривене на полици са књигама. Кортнијева краде плоче када Холмс ухвати групу у заседи. Службеници Скотланд Јарда их хапсе, а плоче се враћају Банци.

## Улоге
| Глумац          | Улога                  |
| --------------- | ---------------------- |
| Бејзил Ратбон   | Шерлок Холмс           |
| Најџел Брус     | доктор Џон Вотсон      |
| Патриша Морисон | Хилда Кортни           |
| Едмунд Бреон    | Џулијан „Стинки” Емери |
| Фредерик Уорлок | пуковник Кавана        |
| Карл Харборд    | инспектор Хопкинс      |
| Патриша Камерон | Евелин Клифорд         |
| Мери Гордон     | госпођа Хадсон         |